# Servizio di sicurezza nazionale (Somalia)
Il Servizio di sicurezza nazionale (in inglese National Security Service,  NSS) è stato la principale agenzia dei servizi segreti somala durante il governo del generale Siad Barre, di cui fu il principale strumento per attuare la sua repressiva politica interna. Fondata nel 1970, l'agenzia è stata ufficialmente sciolta nel 1990.

## Organizzazione
Poiché prima dell'ascesa di Barre la Somalia non aveva servizi segreti, il NSS fu creato da zero. Il NSS era parte del Ministero dell'Interno e fu costituito con l'aiuto del KGB sovietico, sul cui modello peraltro era stato concepito. Il NSS fu una struttura d'elite i cui vertici mantennero sempre uno stretto legame con Siad Barre ed il suo Consiglio supremo rivoluzionario.. Obiettivo dell'agenzia era la protezione della sicurezza nazionale della Somalia e dei suoi interessi a livello internazionale, anche se col passare del tempo la sua attività fu sempre più concentrata sulla politica interna ed il contrasto al dissenso nei confronti del governo.
Il NSS aveva numerose sedi e centri di interrogatorio e detenzione, tra cui il più noto era un centro di Mogadiscio detto Godka, cioè "il buco", tristemente famoso per le torture perpetratevi. Altri centri erano la prigione centrale di Mogadiscio, e alcune stazioni sparse per il paese, tra cui a Lanta Bur e Berbera.

## Abolizione
Il NSS fu ufficialmente sciolto nel 1990, quando il ministro dell'interno era Abdiqasim Salad Hassan, come misura per placare le ormai sempre più violente e diffuse proteste contro il regime di Barre. Tuttavia continuarono ad operare altre agenzie governative di sicurezza con smisurati poteri e conosciute per aver operato non diversamente dal NSS nei confronti di dissidenti e detenuti. Tra queste: le guardie personali di Siad Barre, note come Berretti Rossi; il Dhabar Jabinta e l'Hangash, che erano due branche della polizia militare; i Guulwadayal (in italiano Pionieri della vittoria), gruppo paramilitare; il Dipartimento Investigativo del Partito Socialista Rivoluzionario Somalo.

## Personalità di rilievo legate al NSS
L'attività del NSS è stata generalmente vista con sospetto, al pari dei politici somali che vi hanno fatto parte o hanno collaborato più o meno strettamente. Si tratta di importanti e numerose figure politiche per lo più emerse durante la guerra civile. Le principali sono:
- Abdiqasim Salad Hassan, presidente del Governo nazionale di transizione dal 2000 al 2004, fu ministro dell'Interno e capo del NSS negli ultimi anni della dittatura di Barre
- Ali Mohammed Ghedi, primo ministro del Governo federale di transizione dal 2004 al 2007, figlio di un colonnello del NSS e presunto agente o informatore
- Hassan Abshir Farah, primo ministro del Governo nazionale di transizione dal 2001 al 2003 e ministro della Pesca in quello Federale dal 2004 al 2006; sotto Barre fu governatore delle regioni di Medio Scebeli e Bakool, e presumibilmente in tale posizione collaborò con il NSS per contrastare il Fronte democratico per la salvezza della Somalia guidato da Abdullahi Yusuf Ahmed
- Dahir Riyale Kahin, presidente del Somaliland dal 2003 al 2010, fu capo della sede del NSS a Berbera[6]
- Hasan Muhammad Nur Shatigadud, ministro delle Finanze dal 2005 al 2007, fondatore e presidente della Somalia sud-occidentale (2002-2006), fu colonnello del NSS[7].

Sono stati legati al NSS anche politici degli altri paesi del Corno d'Africa. Ismail Omar Guelleh, attuale presidente di Gibuti, è stato presumibilmente addestrato dal NSS.
Il presidente etiope Meles Zenawy e quello eritreo Isaias Afewerki hanno avuto contatti col servizio segreto, secondo un funzionario del governo somalo. Pare che i due vivessero insieme in un appartamento attorno al Tawfiq Hotel, nel nord di Mogadiscio, e che fossero mantenuti, addestrati e dotati di documenti e passaporti somali proprio da parte dell'agenzia.